# Плита Мальпело

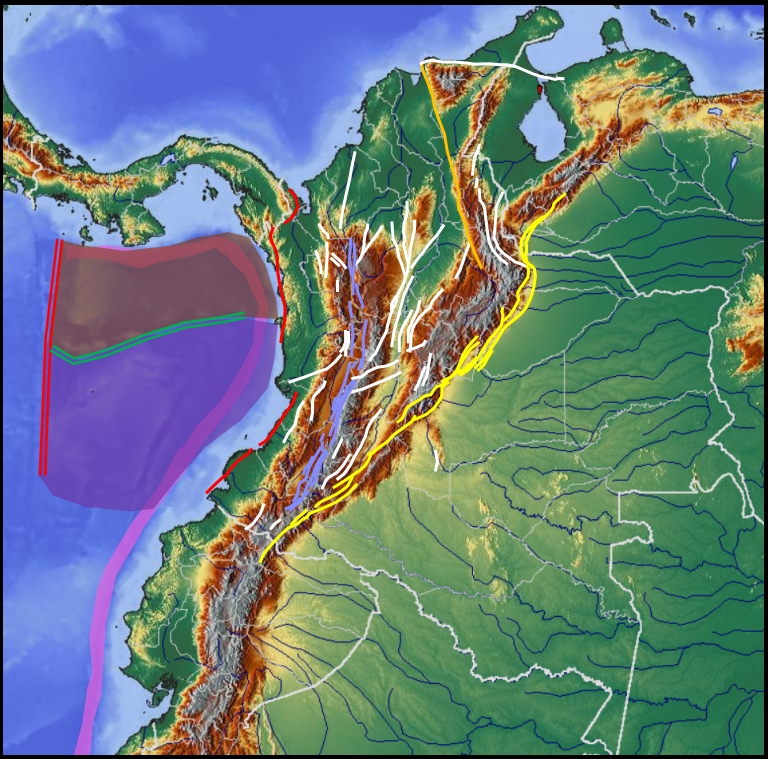
Фіолетова плита Мальпело, темно-червона плита Кокос

Плита Мальпело — невелика тектонічна плита (мікроплита), розташована біля узбережжя на захід від Еквадору та Колумбії. Це 57-ма плита, що була ідентифікована.Названа на честь острова Мальпело, єдиної виявленої частини плити. На заході вона обмежена плитою Кокос, на півдні — плитою Наска, на сході — плитою Північних Анд, а на півночі — плитою Койба, відокремленими Трансформним розломом Койба (CTF). Раніше вважалося, що ця мікроплита є частиною плити Наска. Плита Мальпело межує з трьома основними розломами тихоокеанської Колумбії, з півночі на південь - розломом Баїя-Солано на півночі та розломами Найя-Мікай і Ремоліно-Ель-Чарко на півдні.

## Опис
Плита Мальпело була ідентифікована за незамкненим контуром руху плит Наска-Кокос-Тихоокеанська, про що повідомили Туо Чжан і провідний дослідник Річард Г. Гордон та інші. Університету Райса в статті, опублікованій у серпні 2017 р. Гіпотеза про існування плити висловлювалася і раніше. Формування океанічної кори плити, за оцінками, відбулося з середнього міоцену (14,7 млн. років).
Дослідники використовували базу даних Колумбійського університету багатопроменевих зондувань сонара на захід від Еквадору та Колумбії, щоб ідентифікувати дифузну межу плити, яка проходить від Панамського трансформаційного розлому (PTF) на схід до місця, де межа перетинає глибокий океанічний жолоб біля узбережжя Південної Америки, на північ від Галапагоських островів.

## Галерея

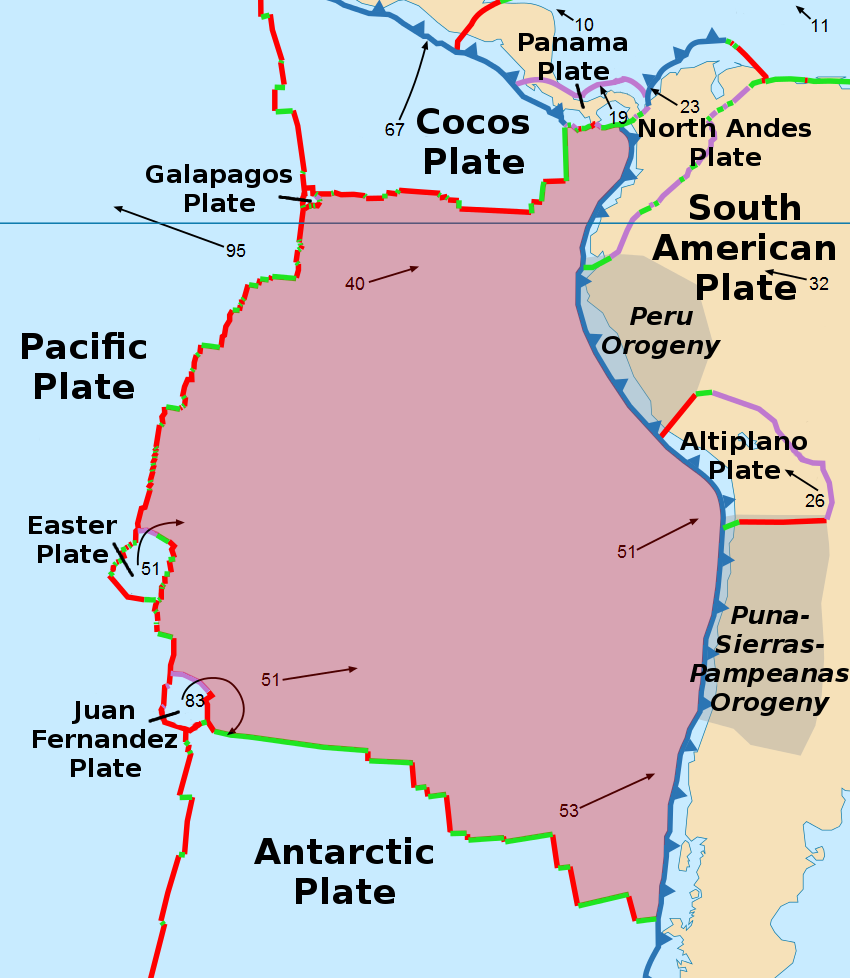
Колишні межі плит у Тихому океані, береги західної Південної Америки
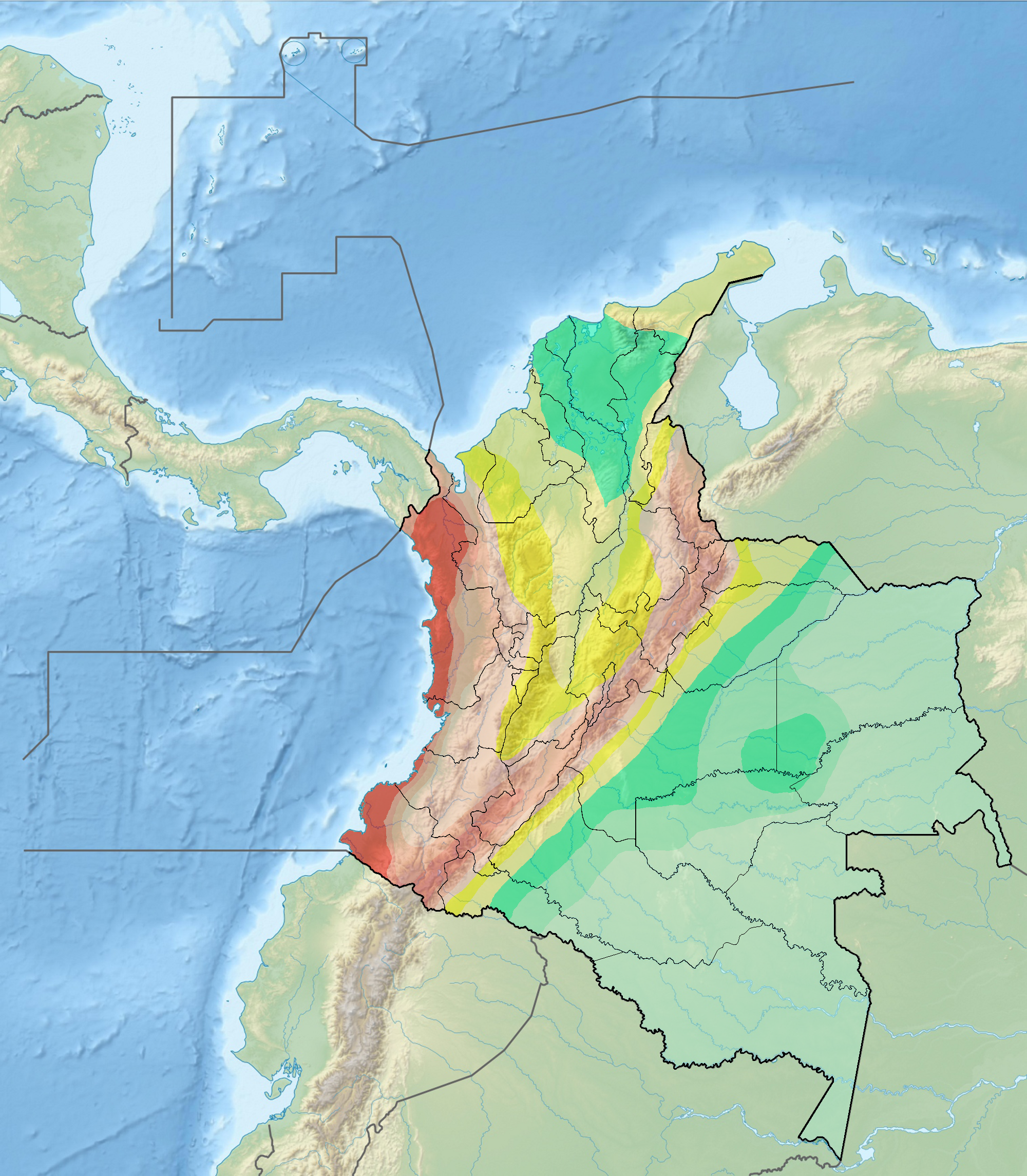
Карта сейсмічної активності Колумбії
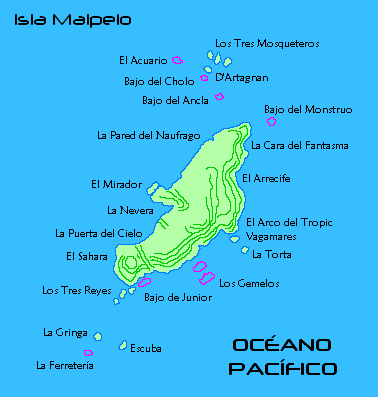
Карта острова Мальпело, тезка таблички
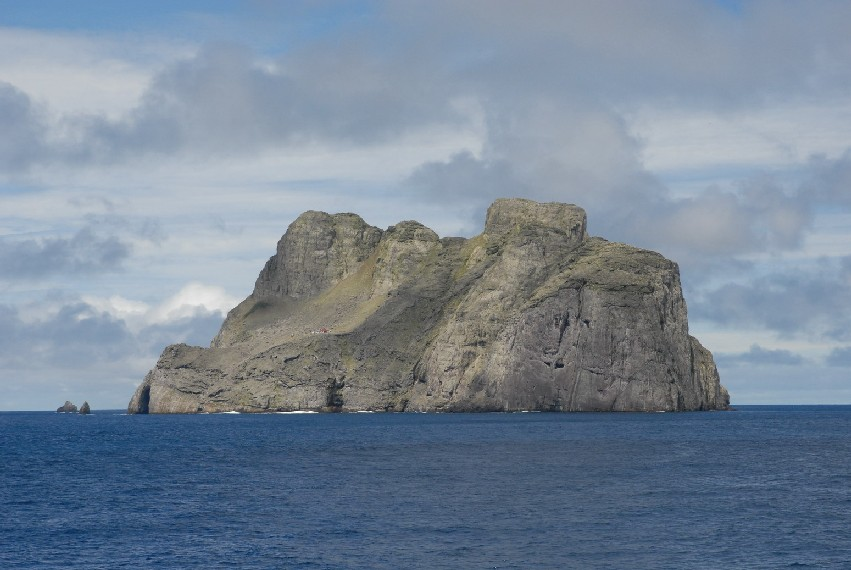
Острів Мальпело, єдина ділянка плити, що з’явилася